# Gədikqışlaq
Gədikqışlaq (hay còn gọi là Gyadikoyeydlyar và Gyadikseydlyar) là một làng đô thị thuộc vùng Quba của Azerbaijan.  có dân số là 627 người.  Đô thị này bao gồm các làng Gədikqışlaq, İdrisqışlaq, và Gədik.